# Tour della nazionale maschile di rugby a 15 degli Stati Uniti d'America 2008
Tra le edizioni della Coppa del mondo di rugby del 2007 e del 2011, la nazionale degli USA di "rugby a 15" si è recata in tour in modo saltuario.
Nel 2008 si è recata in Giappone per due match contro la nazionale locale. match che l'hanno vista soccombere 
| Arbitro: | Peter Fitzgibbon |

| |            | |
| mete: Holani 33' Endo 45' trasf.: Nicholas (2) c.p.: Nicholas (4) 3', 43', 53', 77' Webb 59' | Marcatori  | mete: MacDonald 9' Ngwenya 39' Welch 69' trasf.: Hercus (2) 10' 40' |
| 15 Kaoru Matsushita 14 Kosuke Endo, 11 Koji Tomioka 13 Koji Taira, 12 Ryan Nicholas 10 Shaun Webb, 9 Fumiaki Tanaka 8 Koliniashi Holani, 7 Takashi Kikutani (c), 6 Hajime Kiso 5 Toshizumi Kitagawa, 4 Luke Thompson 3 Kensuke Hatakeyama, 2 Yusuke Aoki, 1 Hisateru Hirashima sostituti: 16 Naonori Mizuyama, 17 Naoki Kawamata, 18 Tomoaki Taniguchi, 19 Michael Leitch 20 Tomoki Yoshida, 21 Masakazu Irie, 22 Bryce Robins, | Formazioni | 15 Chris Wyles 14 Taku Ngwenya, 11 Gavin DeBartolo 13 Paul Emerick, 12 Andrew Suniula 10 Mike Hercus, 9 Mike Petri 8 Pat Quinn, 7 Todd Clever (c), 6 Inaki Basauri 5 Alec Parker, 4 Hayden Smith 3 Mate Moeakiola, 2 Mark Crick, 1 Mike MacDonald sostituti: 16 Joe Welch, 17 Shawn Pittman, 18 John van der Giessen, 19 JJ Gagiano 20 Chad Erskine, 21 Nese Malifa, 22 Junior Sifa, |

| Arbitro: | Peter Fitzgibbon |

| |            | |
| mete: Hatakeyama 7' Tomioka 28' Webb 31' Kikutani 63' trasf.: Nicholas (3) 29' 32' 64' c.p.: Nicholas (2) 48',68' | Marcatori  | mete: Wyles 1' Ngwenya 40+1' VanderGiessen 50' trasf.: Hercus 51' |
| 15 Kaoru Matsushita 14 Kosuke Endo, 11 Koji Tomioka 13 Bryce Robins, 12 Ryan Nicholas 10 Shaun Webb, 9 Fumiaki Tanaka 8 Koliniashi Holani, 7 Takashi Kikutani (c), 6 Michael Leitch 5 Toshizumi Kitagawa, 4 Hitoshi Ono 3 Kensuke Hatakeyama, 2 Yusuke Aoki, 1 Hisateru Hirashima sostituti: 16 Naonori Mizuyama, 17 Naoki Kawamata, 18 Luke Thompson, 19 Masato Toyoda 20 Tomoki Yoshida, 21 Masakazu Irie, 22 Piei Mafileo, | Formazioni | 15 Chris Wyles 14 Taku Ngwenya, 11 Gavin DeBartolo 13 Paul Emerick, 12 Junior Sifa 10 Mike Hercus, 9 Mike Petri 8 Pat Quinn, 7 Todd Clever (c), 6 Inaki Basauri 5 Hayden Smith, 4 John van der Giessen 3 Brian Lemay, 2 Mark Crick, 1 Mike MacDonald sostituti: 16 Joe Welch, 17 Mate Moeakiola, 18 Courtney McKay, 19 JJ Gagiano 20 Chad Erskine, 21 Thretton Palamo, 22 Nese Malifa, |